# Fermioniskt kondensat

Faser, fastransition, QCP

Fermioniskt kondensat (eller Fermi-Dirac-kondensat) är ett supraflytande aggregationstillstånd som bildas av fermioner vid låga temperaturer. Det är nära besläktat med Bose–Einstein-kondensatet, en superfluid fas som bildas av bosoniska atomer under liknande förhållanden. Det först beskrivna exemplet på ett fermioniskt kondensat var elektroner i en supraledare. Fysiken i andra exempel, som nyare arbete med fermioniska atomer är analog. Fermioniskt kondensat skapades med hjälp av kalium-40-atomer första gången 2003 av en forskargrupp under ledning av den amerikanska fysikern Deborah Jin vid University of Colorado Boulder.

## Bakgrund

### Superfluiditet
Fermioniska kondensat uppnås vid lägre temperaturer än Bose-Einstein-kondensat. Fermioniska kondensat är en typ av supervätska. Som namnet antyder, besitter en superfluid flytande egenskaper som liknar de som innehas av vanliga vätskor och gaser, som avsaknaden av en bestämd form och förmågan att flöda som svar på påverkande krafter. Superfluider har dock vissa egenskaper som inte förekommer i vanlig materia. Till exempel kan de flyta med höga hastigheter utan att förbruka någon energi – det vill säga noll viskositet. Vid lägre hastigheter försvinner energi genom bildandet av kvantiserade virvlar, som fungerar som "hål" i mediet där superfluiditet bryts ner. Superfluiditet upptäcktes ursprungligen i flytande helium-4 vars atomer är bosoner, inte fermioner.

### Fermioniska supervätskor
Det är mycket svårare att producera en fermionisk superfluid än en bosonisk, eftersom Pauliprincipen förbjuder fermioner att uppta samma kvanttillstånd. Det finns emellertid en välkänd mekanism genom vilken en superfluid kan bildas från fermioner. Det är BCS-övergången, upptäckt 1957 av J. Bardeen, L.N. Cooper och R. Schrieffer för att beskriva supraledning. Dessa författare visade att, under en viss temperatur, kan elektroner (som är fermioner) paras ihop för att bilda bundna par nu kända som Cooper-par. Så länge kollisioner med det fasta ämnets jongitter inte ger tillräckligt med energi för att bryta Cooper-paren, kommer elektronvätskan att kunna flöda utan förlust. Som ett resultat blir den en superfluid och materialet genom vilket den strömmar en supraledare.
BCS-teorin var mycket framgångsrik i att beskriva supraledare. Strax efter publiceringen av BCS-rapporten föreslog flera teoretiker att ett liknande fenomen skulle kunna inträffa i vätskor som består av andra fermioner än elektroner, såsom helium-3-atomer. Dessa spekulationer bekräftades 1971, när experiment utförda av D.D. Osheroff visade att helium-3 blir en superfluid vid temperatur under 0,0025 K. Det verifierades snart att superfluiditeten av helium-3 härrör från en BCS-liknande mekanism.

### Skapande av de första fermioniska kondensaten
När Eric Cornell och Carl Wieman producerade ett Bose-Einstein-kondensat av rubidiumatomer 1995, uppstod naturligtvis möjligheten att skapa en liknande typ av kondensat gjord av fermioniska atomer, som skulle bilda en superfluid genom BCS-mekanismen. Tidiga beräkningar visade dock att den temperatur som krävs för att producera Cooper-parning i atomer skulle vara för kall för att uppnås. År 2001 föreslog Murray Holland på JILA ett sätt att kringgå denna svårighet. Han spekulerade i att fermioniska atomer kunde förmås att paras ihop genom att utsätta dem för ett starkt magnetfält.
År 2003, arbetande på Hollands förslag, lyckades Deborah Jin vid JILA, Rudolf Grimm vid University of Innsbruck och Wolfgang Ketterle vid MIT manipulera fermioniska atomer till att bilda molekylära bosoner, som sedan genomgick Bose–Einstein-kondensering. Detta var dock inte ett riktigt fermioniskt kondensat. Den 16 december 2003 lyckades Jin för första gången producera ett kondensat av fermioniska atomer. Experimentet involverade 500 000  kalium-40-atomer kylda till en temperatur på 5×10−8 K, utsatta för ett tidsvarierande magnetfält.

## Exempel

### Kiralt kondensat
Ett kiralt kondensat är ett exempel på ett fermioniskt kondensat som förekommer i teorier om masslösa fermioner med kiralt symmetribrott, som teorin om kvarkar i kvantkromodynamik. 

### BCS-teori
BCS-teorin om supraledning har ett fermionkondensat. Ett elektronpar i en metall med motsatta spin kan bilda ett skalärt bundet tillstånd som kallas ett Cooper-par. De bundna tillstånden bildar då själva ett kondensat. Eftersom Cooper-paret har elektrisk laddning bryter detta fermionkondensat supraledarens elektromagnetiska gaugesymmetri, vilket ger upphov till de underbara elektromagnetiska egenskaperna hos sådana tillstånd. 

### QCD
Inom kvantkromodynamik (QCD) kallas det kirala kondensatet även kvarkkondensat. Denna egenskap hos QCD-vakuumet är delvis orsaken till att ge massa till hadroner (tillsammans med andra kondensat som gluonkondensatet).
I en ungefärlig version av QCD, som har försvinnande kvarkmassor för N kvarksmaker, finns det en exakt kiral SU(N) × SU(N)-symmetri av teorin. QCD-vakuumet bryter denna symmetri till SU(N) genom att bilda ett kvarkkondensat. Förekomsten av ett sådant fermionkondensat visades först explicit i gitterformuleringen av QCD. Kvarkkondensatet är därför en ordningsparameter för övergångar mellan flera faser av kvarkmateria i denna gräns.
Detta är mycket likt BCS-teorin om supraledning. Cooper-paren är analoga med de pseudoskalära mesonerna. Vakuumet är dock oladdat, varför alla gaugesymmetrier är obrutna. Korrigeringar för kvarkmassorna kan införlivas med hjälp av kiral störningsteori.

### Helium-3 supervätska
En helium-3-atom är en fermion och vid mycket låga temperaturer bildar de tvåatomiga Cooper-par som är bosoniska och kondenserar till en supervätska. Dessa Cooper-par är avsevärt större än den interatomära separationen.